# Lunterse Pippeling
De Lunterse Pippeling is een oud Nederlands appelras. Het is een product van de Luntersche Tuinbouw-Vereeniging die in 1873 is opgericht door notaris J.H.Th.W. van den Ham. Deze vereniging richtte zich op het uitzaaien van appel- en perenzaden, het opkweken van de zaailingen en het selecteren van nieuwe betere rassen. Enkele bekende resultaten van de Luntersche Tuinbouw-Vereeniging zijn: Notarisappel, Lemoenappel, Luntersche Precent, Tante Dora, Oranjeappel en de peer Beurré Van den Ham. Met deze nieuwe selecties zijn op diverse land- en tuinbouwtentoonstellingen in binnen- en buitenland prijzen in de wacht gesleept. De Lunterse Pippeling is in 1899 tijdens de fruittentoonstelling in Lunteren geïntroduceerd.

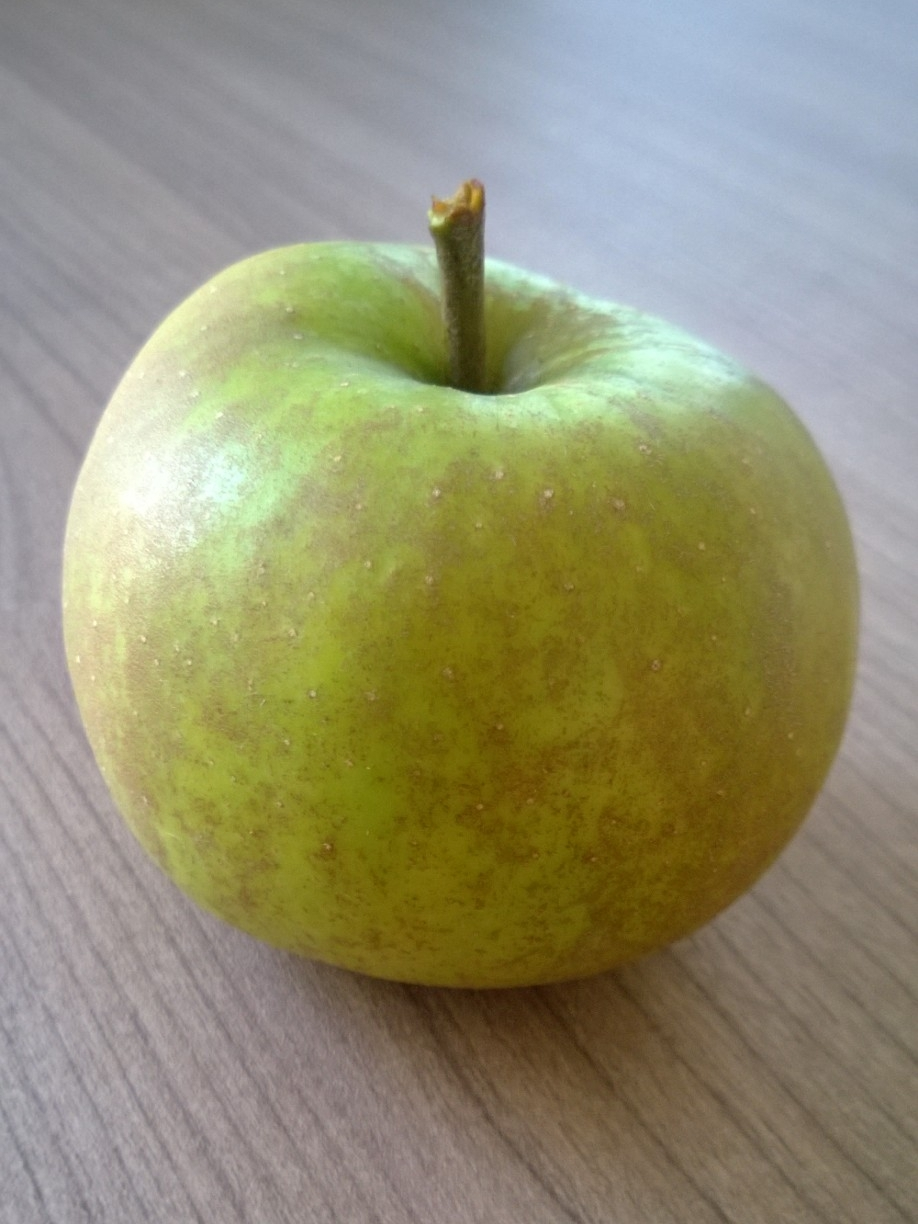
Lunterse pippeling appel

De Lunterse Pippeling bloeit in mei en is zelfbestuivend. De bomen zijn al op jonge leeftijd vruchtbaar en kenmerken zich door een geringe ziektegevoeligheid. Eind oktober zijn de vruchten rijp.  Het vruchtvlees is saprijk, friszuur en vast  heeft een karaktervolle smaak. Het uiterlijk wordt gekenmerkt door een ruwe, goudgeel gebronsde roestige schil met aan de zonzijde soms een rood streepje. De vruchten zijn zes maanden houdbaar.
Vanwege de wat roestige en ruwe schil en doordat de appels nogal uiteenlopen qua formaat (met ook relatief kleine exemplaren) is het ras in de jaren 50 in de vergetelheid  geraakt ten gunste van  meer eenvormige appelrassen met een gladdere schil. Ook is de Lunterse Pippeling niet geschikt voor het kweken op zwakke onderstammen. Vanaf de jaren 50 werd de fruitteelt op laagstam steeds belangrijker. Rassen die niet geschikt waren voor het kweken op laagstam zoals de Lunterse Pippeling waren economisch niet langer interessant.
Momenteel wordt de Lunterse Pippeling enkel nog in particuliere tuinen aangeplant als liefhebbersras. Voor de professionele fruitteelt is het ras niet meer van belang.